# Maculonaclia minuscula
Maculonaclia minuscula är en fjärilsart som beskrevs av Griveaud 1972. Maculonaclia minuscula ingår i släktet Maculonaclia och familjen björnspinnare. Inga underarter finns listade i Catalogue of Life.